# Bordeaux-Aéronautique
Pour les articles homonymes, voir Bordeaux et BA.
Bordeaux Aéronautique (BA) est un bureau d'études pour la construction d'avions de reconnaissance et de bombardiers français, fondé le 17 octobre 1939 et dissous le 21 mai 1947.
La société fut créée par l'industriel Marcel Bloch, le pilote André Curvale, l'ingénieur Henri Deplante et le secrétaire général de l'usine de Saint-Cloud de la SAAMB, de décembre 1938 à mai 1940, également trésorier de l'Association des anciens élèves de Sup'Aéro, Claude de Cambronne.

## Histoire

### La Drôle de guerre (1939-1940)
Devant l’augmentation de la production d'avions, la SAAMB acquiert, en septembre 1939, à Talence, près de Bordeaux, des bâtiments à usage industriel, à partir d'un atelier mitoyen au château de Brama (devenu le château dit du Prince Noir en référence à Édouard de Woodstock),, qu’elle rétrocède à la société Bordeaux-Aéronautique. La France fournit alors l’effort de réarmement le plus important,,.
Destinée à la fabrication en série des fuselages avant des avions Bloch MB.175, une activité d’études est mise en place parallèlement pour développer un prototype d’avion de transport bimoteur Bloch MB.1020, pour Air France dont la construction avancée est interrompue à la fin 1940,,. Les 8 et 9 juin 1941, les Bloch MB.200 du III/39 bombardent la flotte britannique au large du Liban, touchent deux navires et deviennent des escadrilles de surveillance et de bombardement de nuit.
Après la bataille de France, le 17 juin 1940, la patrouille du lieutenant Zdzisław Henneberg, basée à Châteauroux, et composée de deux MB.152 et un MB.151, et d'un Caudron Simoun, fait escale à Bordeaux et devient la seule unité polonaise à rejoindre le Royaume-Uni.
De décembre 1940 à décembre 1942, l'Armée de l'air de Vichy utilise alors les MB.152/155, équipant la totalité des unités de chasse conservées en zone non occupée aux termes des accords franco-allemands et les MB.174/175, car les conventions d’armistice limitèrent à trois groupes stationnés en Afrique du Nord le nombre d’unités de Bloch. Au mois de novembre, l’Armée de l’air de Vichy est dissoute et 173 MB.152/155 sont regroupés à Guyancourt, Orange-Caritat et Châteauroux, où ils servent d’appareils d’entraînement à la chasse, pour la Luftwaffe.

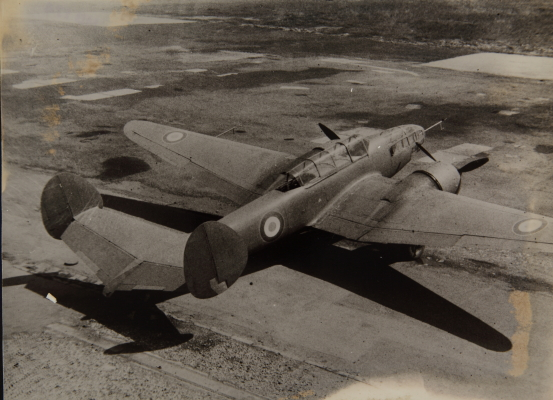
Bloch MB 174
Bloch MB 174
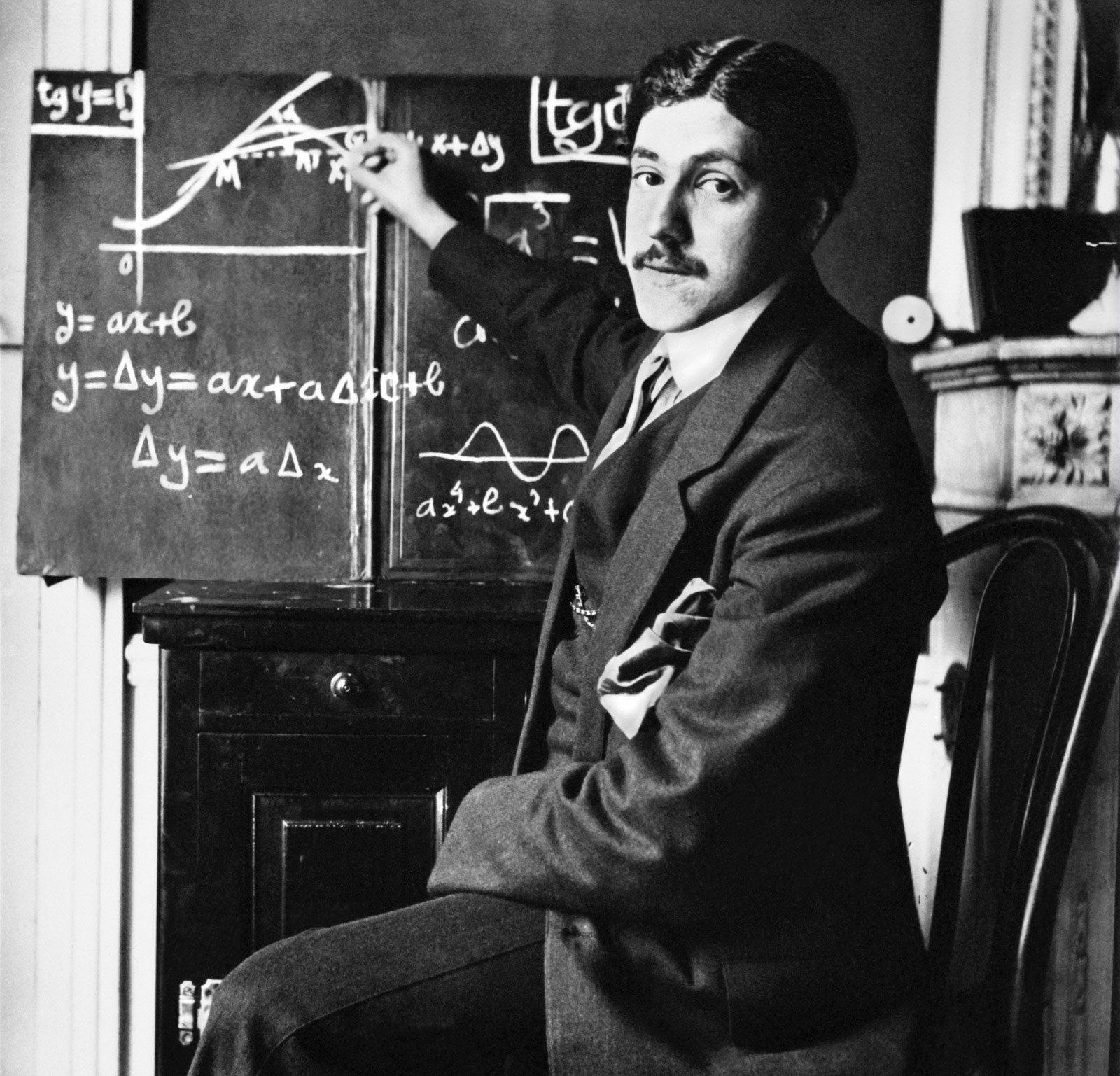
Marcel Bloch

### Labataille d'Angleterre(1940-1941)
Après l'armistice du 22 juin 1940, le général allemand Ernst Udet, le directeur Cordua de la Generalluftzengmeister saluent, le 17 juillet 1940, la qualité du MB 175. Kurt Tank, concepteur d'avions chez Focke-Wulf en commande deux-cents,,. L'Europe sous domination nazie entraine un changement de l'Organisation de la Luftwaffe. La Luftflotte 3 installe, à Bordeaux–Merignac, une partie de la X. Fliegerkorps et de la Zerstörergeschwader 1 qui font partie de la Kampfgeschwader 40 d'Edgar Petersen.
Le 6 octobre 1940, l'arrestation de Marcel Bloch, à Cannes, est saluée par la presse d'extrême droite. Il est interné administrativement par le gouvernement de Vichy dans l'Indre, à Pellevoisin d'abord et en Ardèche, à Vals-les-Bains ensuite.
Pendant sa détention à Thiers, le Commissariat général aux questions juives envoie aux directions régionales du service d'épuration économique de Marseille et de Limoges l'ordre de procéder à des enquêtes sur les sociétés Bloch, mais le comité d'organisation de l'aéronautique dirigé par Joseph Roos fait traîner tous les processus d'aryanisation.
Le 27 novembre 1940, Marcel Bloch reçoit la visite de son collaborateur, Claude de Cambronne. Il lui remet une lettre, manuscrite, destinée à l'Association des anciens élèves de Sup'Aéro dont il est le président.
Il est libéré en janvier 1941 et assigné à résidence à Thiers où une usine est en construction. Le 20 décembre 1940, Marcel Bloch délègue tous ses pouvoirs à Henri Carol (SACAM).
Le 13 février 1941, une plainte est déposée contre la "Parisienne de Construction" à propos de l'"adjudication douteuse" de la halle de peinture de Mérignac. Marcel Bloch touche encore alors les royalties des licences des Bloch 175 construits par Sud-Ouest pour la Luftwaffe.
En mars 1941, les bureaux d'étude des sociétés nationales sont regroupées au Centre Mandelieu, dont ceux de la SNCASO et de Marcel Bloch, dans l'hôtel Continental, d'où ils passent commande, à l'établissement, de réalisations d'avions.
Le 19 mai 1941, Claude de Cambronne devient le représentant en Zone libre de la société Bordeaux-Aéronautique. Il est toujours à ce moment-là, secrétaire général de la Société des avions Marcel Bloch, à Pont-de-Dore au commencement de la Campagne de Syrie (1941).

### Conséquences

#### LaCharte du travail du 4 octobre 1941
Le 16 août 1941, Georges Ramat est nommé administrateur provisoire de Bordeaux Aéronautique.
Le 24 octobre 1941, 50 otages sont fusillés au Camp de Souge à Martignas-sur-Jalle, près de Bordeaux après l'exécution du conseiller d'administration militaire (Kriegsverwaltungsrat) Hans Reimers.
Le 15 novembre 1941, Jean Bergeret, du secrétariat d’État à l’Aviation (SEA), Xavier Vallat, du Commissariat général aux questions juives (CGQJ) et Otto von Stülpnagel, de la Militärbefehlshaber in Frankreich (MBF) nomment Jean de Broë, administrateur provisoire de l'entreprise Bloch, à Saint-Cloud remplacé plus tard par Eugène de Petrix, proche des usines Junkers,,.

#### Le durcissement de l'antisémitisme (1942)
Sous Zone d'occupation italienne en France, à la suite de l'Armistice du 24 juin 1940, Cannes tombe sous l'autorité des fascistes italiens en novembre 1942. L'Aeronautica Militare se scinde entre l'Aeronautica Nazionale Repubblicana, pro-facsiste et l'Aeronautica Cobelligerante Italiana, pro-alliés. Les premiers souhaitent s'emparer de l'aviation hexagonale tandis que 27 sous-marins du 11e Groupe, BETASOM (bêta pour la lettre grecque initiale de Bordeaux), rejoignent la Base sous-marine de Bordeaux, dont cinq seront envoyés le long des côtes américaines.
En février 1942 commence le Procès de Riom. Auprès du préfet régional de Bordeaux, Maurice Sabatier, en sa qualité de secrétaire général de la préfecture de la Gironde, Maurice Papon contrôle le Service des affaires juives et participe à la politique d'arrestation et de déportation coordonnée par René Bousquet et Jean Leguay.
En novembre 1942, les Allemands envahissent la Zone Sud, dite libre, pendant l'Opération Anton.

#### Vers laBataille aérienne de Berlin(1943)
Le 28 janvier 1943, Hermann Graf, après l'Ergänzungs-Jagdgruppe Ost (en), dirige l'école avancée d'entrainement à la chasse, à Saint-Jean-d'Angély, au nord de Bordeaux.
Le Focke-Wulf Fw 189 Uhu (Eagle Owl dit l'Œil volant), un des meilleurs avions de reconnaissance en service au cours de la Seconde Guerre mondiale, est produit à l'usine de Bordeaux-Merignac, par la SNCASO, dans la France occupée, mais en 1943, après l'invasion de la zone libre, le général des armées allemandes en France, Gerd von Rundstedt, veut transférer l'aéronautique française en Allemagne. Le ministre de l'air, Jean-François Jannekeyn, s'y oppose mais ne réussit pas à stopper le départ d'un groupe d'ingénieurs en Allemagne,.
L'échec des attaques, du 17 mai 1943, contre la base sous marine de Bordeaux et du 17 avril 1943, contre les usines Focke-Wulff de Brême, menées par trente-quatre avions puis par le Memphis Belle et cent quinze Boeing B-17 Flying Fortress précèdent l'Offensive de bombardement combinée de la 8th Air Force, le 9 octobre 1943, à Marienburg.
Les Allemands occupent alors Cannes, en novembre 1943, transfèrent Marcel Bloch, sa femme, Madeleine, et ses fils, Claude et Serge, de Vals-les-Bains vers la Prison Montluc, en mars 1944, puis vers le camp d'internement de Drancy. Tandis que la Bataille de Normandie se termine, l'avionneur part seul pour le camp de concentration de Buchenwald, au mois d'août.

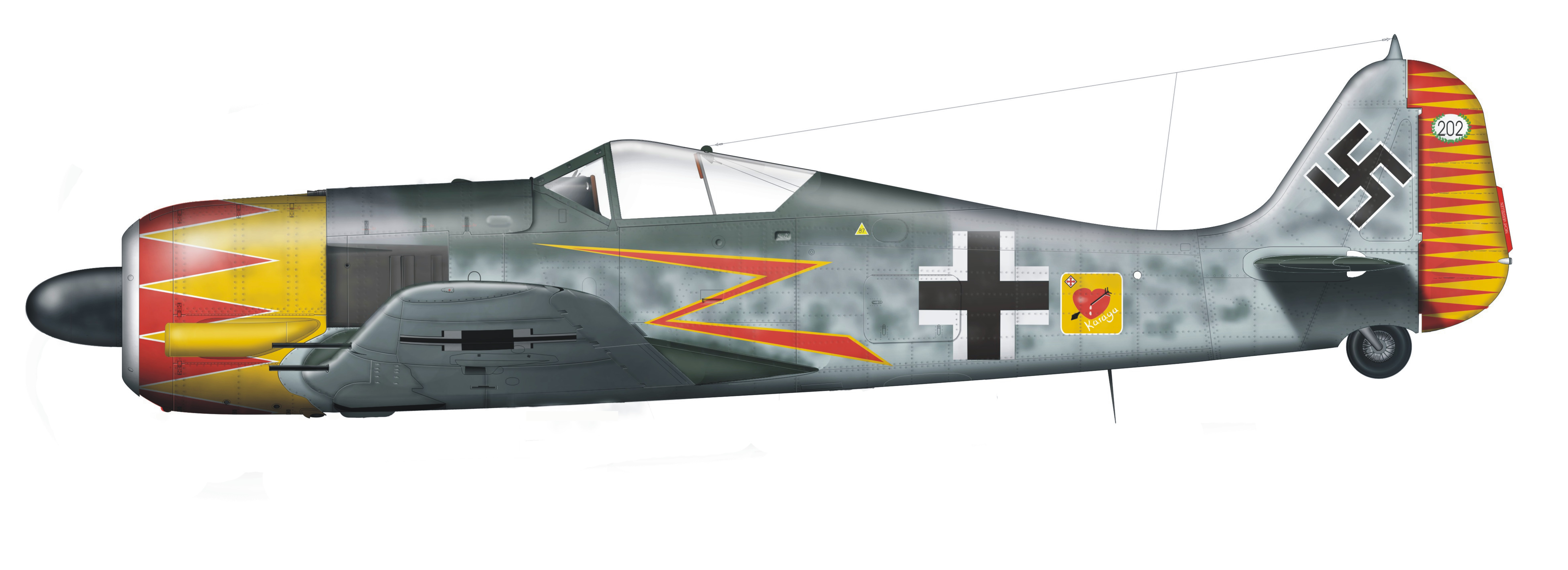
Le Focke Wulf Fw 190 A-5/U7 d'Hermann Graf
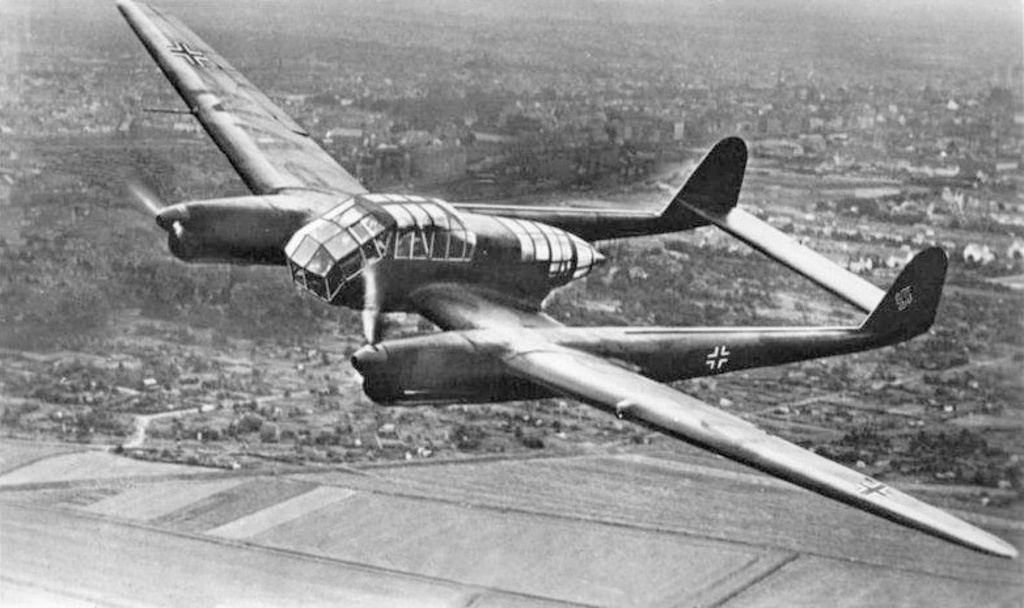
Focke-Wulf Fw 189 «Uhu»
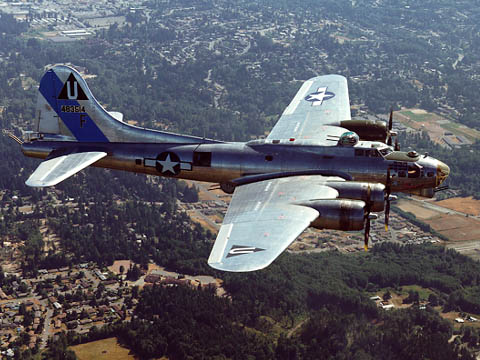
B17 Flying Fortress

### Après laLibération(1944-1947)
Après avoir quitté Pau le 20 août 1944, les Allemands quittent Bordeaux le 28 août 1944.
La SNCASO récupère quelques machines-outils dans les décombres de l'Aéroport de Bordeaux - Mérignac pour les Anglais et dès son retour de Buchenwald, en avril 1945, Marcel Dassault fait appel au groupe de Talence pour relancer ses activités aéronautiques. En juin 1945, l'Armée de l'air française lance un appel d'offres pour un avion de liaison équipé de 2 moteurs Lorraine Béarn.
Marcel Dassault reprend le projet du BA 30, réalisé par Bordeaux-Aéronautique, mais des modifications paraissent nécessaires à Paul Deplante. En juillet 1946, deux prototypes sont commandés par l'armée dont le Dassault MD 311-312-315 Flamant,, équipé de deux moteurs SNECMA-Argus S12, des V12 équipant également les Fw-189 de la Luftwaffe.
La société Bordeaux Aéronautique est dissoute le 21 mai 1947.
Jacques Chaban-Delmas, général de la Résistance proche de l'avionneur, remporte les Élections municipales françaises de 1947 et devient maire de Bordeaux,.

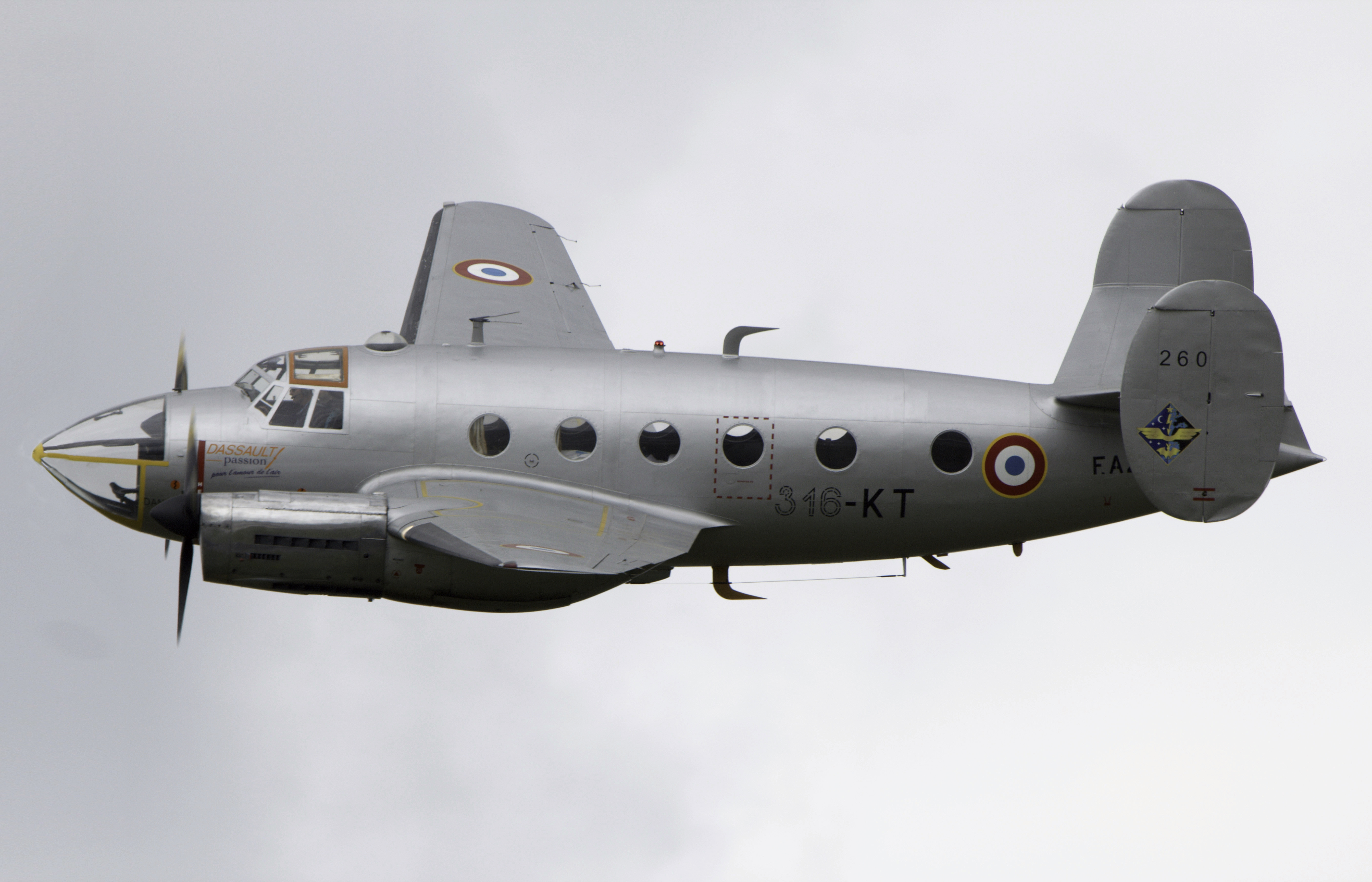
Dassault MD.315 Flamant
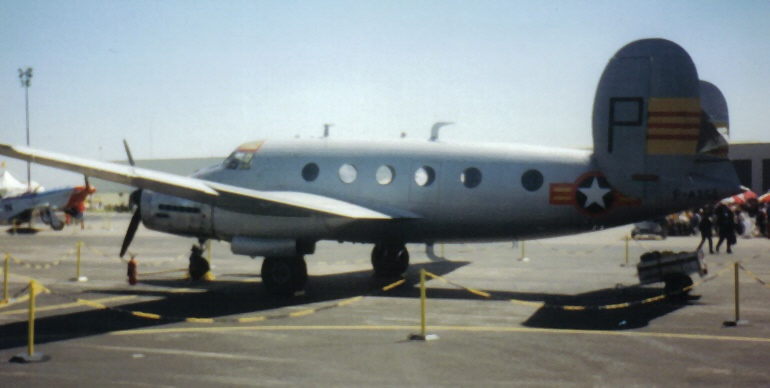
Dassault Flamant à Rouen-Boos en 1997